# 克羅頓鎮區 (密歇根州)
克羅頓鎮區（英語：Croton Township）是位於美國密歇根州紐威哥縣的一個行政鎮區。

## 地方資料
克羅頓鎮區的面積為94.22平方千米，當中陸地面積為87.28平方千米，而水域面積為0.94平方千米。根據2020年美國人口普查的數據，當地共有人口3368人，而人口密度為每平方千米35.75人。